# Térség
A térség olyan gyűjtőfogalom, amelyet különböző területek illetve területi egységek megnevezésére használnak. Esetenként egy terület hivatalos elnevezésének része (pl. Európai Gazdasági Térség), más esetekben viszont csak pontatlan, elnagyolt megnevezése egy területnek (pl. Balti-térség).

## Magyarországon
A fogalmat elsőként az 1996. évi XXI. törvény határozta meg.
A 2013. évi CCXVI. törvény meghatározása szerint: "térség: különböző területi egységek (az ország, a régió, a megye, a kiemelt térség, a területfejlesztési-statisztikai kistérség, valamint ezek területének egy része) összefoglaló elnevezése,”
A fogalom használata lehetővé teszi - többek között - a különböző közigazgatási egységek általános említését, általánosságban érvényesülő szabályozásának megfogalmazását is.